# Інклайн-Вілледж (Невада)
Інклайн-Вілледж (англ. Incline Village) — переписна місцевість (CDP) в США, в окрузі Вошо штату Невада. Населення — 9462 особи (2020).

## Географія
Інклайн-Вілледж розташований за координатами 39°15′49″ пн. ш. 119°56′43″ зх. д. / 39.26361° пн. ш. 119.94528° зх. д. (39.263739, -119.945306).  За даними Бюро перепису населення США в 2010 році переписна місцевість мала площу 56,30 км², з яких 55,76 км² — суходіл та 0,54 км² — водойми.

### Клімат
| Клімат : Інклайн-Вілледж          | Клімат : Інклайн-Вілледж | Клімат : Інклайн-Вілледж | Клімат : Інклайн-Вілледж | Клімат : Інклайн-Вілледж | Клімат : Інклайн-Вілледж | Клімат : Інклайн-Вілледж | Клімат : Інклайн-Вілледж | Клімат : Інклайн-Вілледж | Клімат : Інклайн-Вілледж | Клімат : Інклайн-Вілледж | Клімат : Інклайн-Вілледж | Клімат : Інклайн-Вілледж | Клімат : Інклайн-Вілледж |
| Показник                          | Січ.                     | Лют.                     | Бер.                     | Квіт.                    | Трав.                    | Черв.                    | Лип.                     | Серп.                    | Вер.                     | Жовт.                    | Лист.                    | Груд.                    | Рік                      |
| Середній максимум, °C             | 4,1                      | 4,8                      | 6,8                      | 9,6                      | 14,5                     | 18,7                     | 22,9                     | 23,0                     | 20,2                     | 15,4                     | 9,7                      | 5,6                      | 13,0                     |
| Середній мінімум, °C              | −6,4                     | −4,6                     | −1,7                     | 2,4                      | 5,0                      | 8,7                      | 12,3                     | 12,2                     | 8,5                      | 5,9                      | −0,8                     | −5,4                     | 3,0                      |
| Норма опадів, мм                  | 75                       | 81                       | 63                       | 35                       | 46                       | 26                       | 9                        | 15                       | 25                       | 54                       | 82                       | 75                       | 586                      |
| --------------------------------- | ------------------------ | ------------------------ | ------------------------ | ------------------------ | ------------------------ | ------------------------ | ------------------------ | ------------------------ | ------------------------ | ------------------------ | ------------------------ | ------------------------ | ------------------------ |
| Джерело: National Weather Service |                          |                          |                          |                          |                          |                          |                          |                          |                          |                          |                          |                          |                          |

## Демографія
Згідно з переписом 2010 року, у переписній місцевості мешкало 8777 осіб у 3765 домогосподарствах у складі 2335 родин. Густота населення становила 156 осіб/км².  Було 7667 помешкань (136/км²).
Расовий склад населення:
| - 86,9 % — білих - 2,2 % — азіатів - 0,3 % — корінних американців - 0,3 % — чорних або афроамериканців - 0,1 % — вихідців з тихоокеанських островів - 8,1 % — осіб інших рас |

До двох чи більше рас належало 2,1 %. Частка іспаномовних становила 17,8 % від усіх жителів.
За віковим діапазоном населення розподілялося таким чином: 17,2 % — особи молодші 18 років, 65,1 % — особи у віці 18—64 років, 17,7 % — особи у віці 65 років та старші. Медіана віку мешканця становила 45,7 року. На 100 осіб жіночої статі у переписній місцевості припадало 107,5 чоловіків;  на 100 жінок у віці від 18 років та старших — 108,6 чоловіків також старших 18 років.
Середній дохід на одне домашнє господарство  становив 109 831 долар США (медіана — 73 329), а середній дохід на одну сім'ю — 137 503 долари (медіана — 108 199). Медіана доходів становила 54 597 доларів для чоловіків та 49 227 доларів для жінок. За межею бідності перебувало 11,4 % осіб, у тому числі 15,2 % дітей у віці до 18 років та 2,8 % осіб у віці 65 років та старших.
Цивільне працевлаштоване населення становило 4506 осіб. Основні галузі зайнятості: мистецтво, розваги та відпочинок — 20,9 %, науковці, спеціалісти, менеджери — 18,8 %, освіта, охорона здоров'я та соціальна допомога — 14,4 %.